# Jean-Michel Bayle
Jean-Michel Bayle (ur. 1 kwietnia 1969 w Manosque, Alpes-de-Haute-Provence, Francja) – francuski motocyklista. Motocrossowy Mistrz Świata w latach 1988–1989.

## Kariera

### Motocross
Francuz karierę rozpoczął w zawodach motocrossowych. W latach 1986–1992 brał udział w Motocrossowych Mistrzostwach Świata. Na maszynie Hondy Bayle sięgnął po tytuł mistrzowski w kategorii 250 cm³ w 1988 roku. Sezon później okazał się najlepszy w klasie 125 cm³.
Jean-Michel ścigał się również w amerykańskich mistrzostwach Motocrossu. W 1991 roku został mistrzem serii Supercross. W kolejnych dwóch latach triumfował w kategoriach 250 cm³ i 500 cm³ serialu AMA Motocross. Po sezonie 1992 Francuz zakończył karierę motocrossową.

### Wyścigi szosowe
W 1992 roku Bayle zadebiutował w pośredniej kategorii 250 cm³ MMŚ, podczas GP Europy, na motocyklu Hondy. W kolejnym sezonie wystartował w pełnym wymiarze. Dosiadając motocykl Aprilii, Francuz rywalizował w tej serii do sezonu 1995. Najlepiej spisał się w roku 1994, kiedy to zmagania zakończył na 8. miejscu.
Dwa lata później Jean-Michel awansował na najwyższej klasy 500 cm³, w której ścigał się w barwach zespołu byłego mistrza świata Kenny Robertsa – Marlboro-Yamaha – u boku jego syna. Francuz zaprezentował się z bardzo dobrej strony, plasując się we wszystkich ukończonych wyścigach w czołowej dziesiątce. Podczas GP Czech niespodziewanie sięgnął po pole position (w niedzielę spadł na szóstą pozycję). Najwyżej dojechał w GP Imoli, w którym uplasował się na czwartym miejscu. W klasyfikacji generalnej znalazł się na 9. lokacie, cztery pozycje wyżej od team-partnera Kenny Robertsa Jr.
W kolejnym sezonie Francuz (ponownie w ekipie Robertsa) ścigał się na motocyklu Modenas. Słabsza i bardziej awaryjna maszyna znacznie wpłynęła na uzyskiwane rezultaty. Jean-Michel w zaledwie sześciu startach dojechał do mety, trzykrotnie przy tym zamykając pierwszą ósemkę. W klasyfikacji generalnej uplasował się na 18. pozycji, dwie lokaty za młodszym Amerykaninem.
W roku 1998 Francuz pod koniec sezonu wziął udział w czterech rundach, w zespole innego byłego czempiona serii, Wayne’a Raineya. Na motocyklu Yamahy trzykrotnie znalazł się na mecie. W kwalifikacjach do GP Imoli Bayle po raz drugi w karierze startował z pierwszej pozycji. W wyścigu ponownie nie udało mu się jednak stanąć podium, zajmując ostatecznie piątą lokatę. Zdobyte punkty sklasyfikowały go na 16. miejscu.
W sezonie 1999 Jean-Michel związał się z ekipą Proton KR Modenas. Włoski motocykl ponownie jednak okazał bardzo zawodny. Francuz w ciągu pięciu eliminacji, zaledwie w jednej zakończył zmagania, plasując się podczas GP Japonii na dwunastej pozycji. Po GP Katalonii zastąpił go Australijczyk Mark Willis. Dorobek czterech punktów usytuował go na 28. lokacie.
Po raz ostatni w mistrzostwach pojawił się w 2002 roku. W zastępstwie Niemca Alexa Hofmanna wziął udział w dwóch rundach, o GP Francji i Włoch. Dosiadając maszynę Yamahy, rywalizację ukończył odpowiednio na czternastym i trzynastym miejscu, natomiast cały sezon zakończył na 24. pozycji.

### Wyścigi samochodowe
Oprócz angażu w wyścigi motocyklowe, Francuz spróbował swych sił również na czterech kołach. W latach 2002–2003 wraz z Sébastienem Gimbert oraz Nicolasem Dussage Bayle wziął udział w zawodach długodystansowych Bol d’Or oraz 24h Le Mans. W 2006 roku został mistrzem w Pucharze Opla samochodów turystycznych. W sezonie 2007 spróbował swych sił w jednym z lokalnych francuskich rajdów. Prowadząc Mitsubishi Lancer Evo 6, odpadł z rywalizacji po pięciu odcinkach.
W 2000 roku został wprowadzony do „Motorcycle Hall of Fame”.